# Rotterdam Ahoy
Rotterdam Ahoy (voorheen bekend als Ahoy en Ahoy Rotterdam) is een accommodatie voor beurzen, (sport)evenementen, concerten, congressen en vergaderingen in Rotterdam. Het is gelegen in Rotterdam-Zuid, nabij winkelcentrum Zuidplein en het Zuiderpark. Het is een van de grootste evenementenhallen van Nederland.

## Geschiedenis

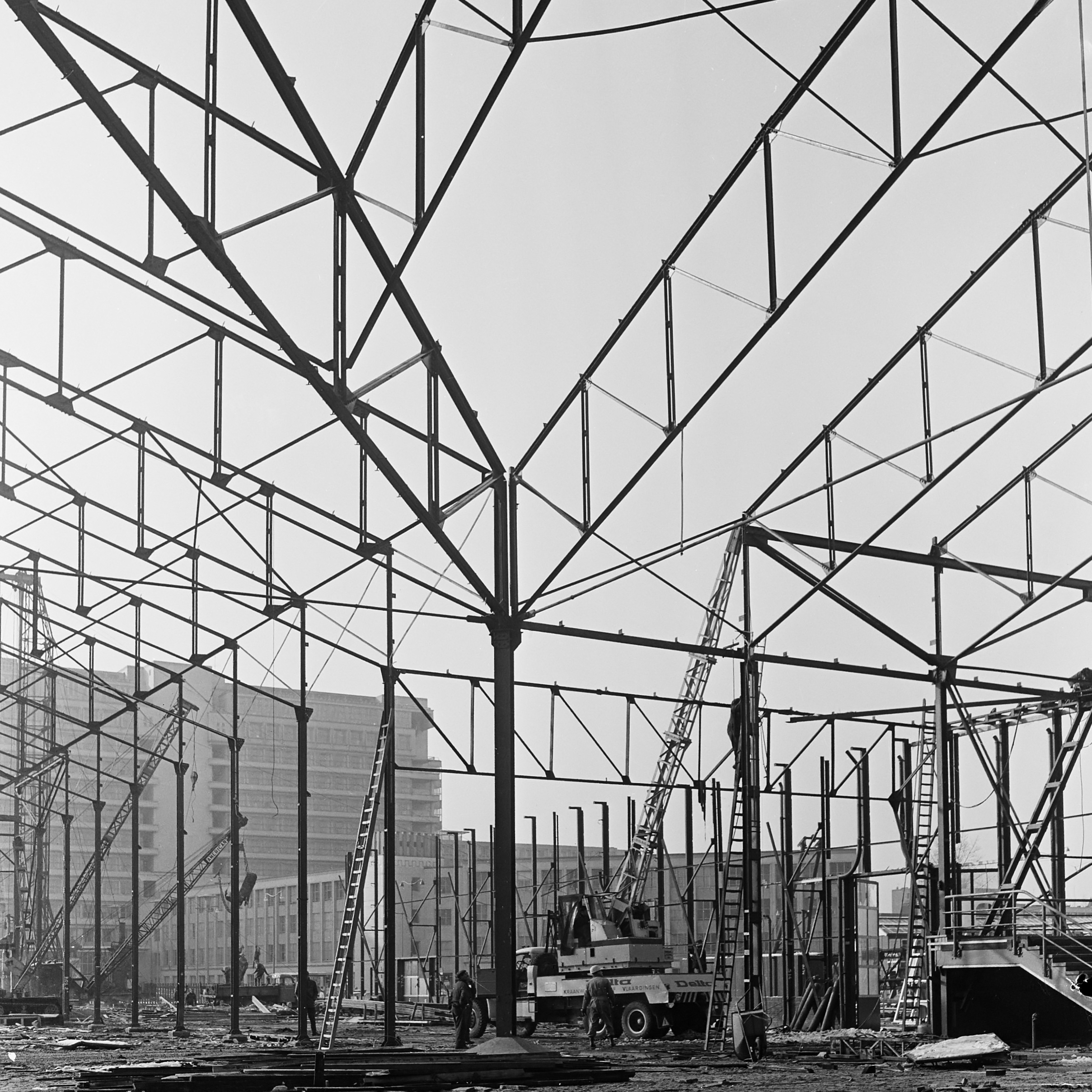
Sloop van het oude Ahoy (1966)

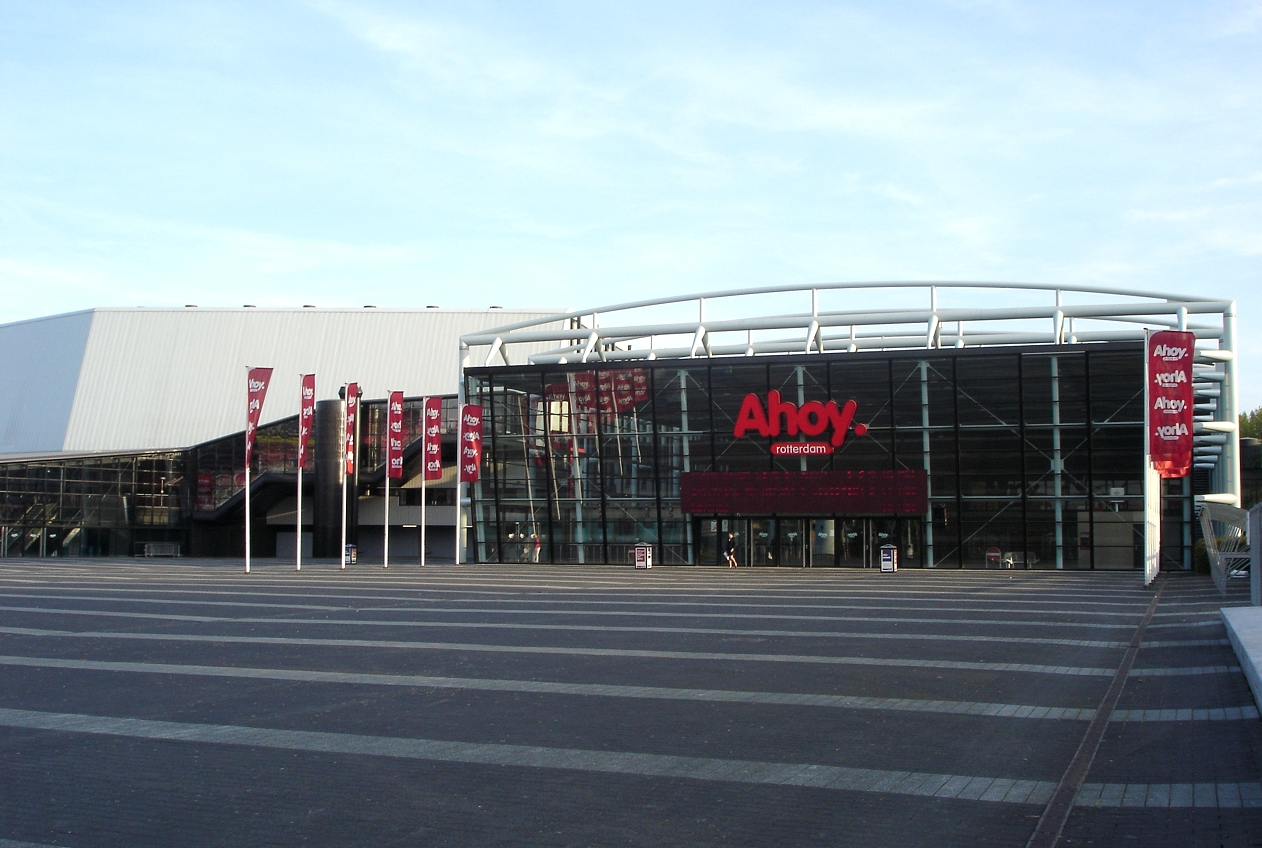
Het oude logo op Ahoy (tot 2016)

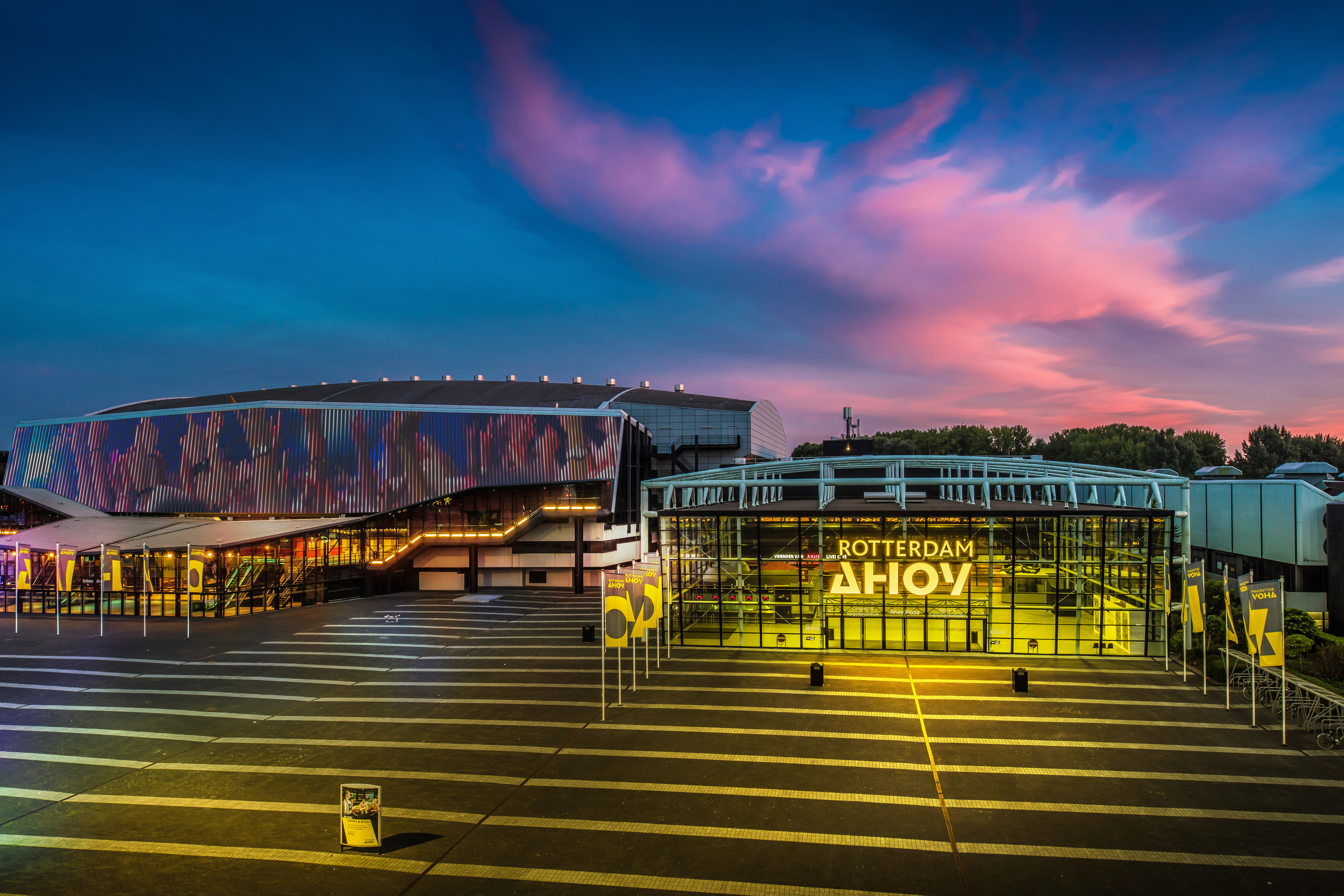
Entree van het Ahoy-complex in 2016

### Tentoonstelling
De basis van het huidige Rotterdam Ahoy werd gelegd in 1950 toen, vanwege de voltooiing van de wederopbouw van de Rotterdamse haven, de tentoonstelling Rotterdam Ahoy! werd gehouden op het Land van Hoboken waar nu het Erasmus MC staat. Voor de tentoonstelling werd een tijdelijke ruimte neergezet die tot 1966 werd geëxploiteerd onder de naam Ahoy'-hal. Gedurende die periode vond onder andere de Nationale Energie Manifestatie 1955 plaats en vanaf 1958 werd er elke zomer Jeugdland georganiseerd, een wekenlang speelevenement voor kinderen. Na 1966 werd er een tijdelijk onderkomen gevonden aan de Hofdijk/Pompenburg in het centrum van Rotterdam, op het terrein van een voormalige heliport.

### Naar Rotterdam-Zuid
De bouw op de locatie van het huidige complex begon in 1968. De bouw van het Sportpaleis (een onderdeel van Ahoy met daarin een vaste wielerbaan met een lengte van 200 m) en een drietal tentoonstellingshallen werd in 1970 afgerond. De officiële opening vond plaats tijdens de Zesdaagse van Rotterdam en werd verricht door prins Claus op 15 januari 1971. De eerste beurs vond echter al plaats vóór de officiële opening, want in september 1970 was Ahoy namelijk de locatie voor de beurs Femina. Pink Floyd was op 3 april 1971 de eerste band die een concert organiseerde in Ahoy.
Vanaf 1973 werd hier ook weer jaarlijks Jeugdland georganiseerd. De naam veranderde later in Kids Adventure en Kdz! Adventure en sinds 2015 heet het Jeugdvakantieland.
In 1974 werd het allereerste ATP-toernooi van Rotterdam – tegenwoordig bekend als ABN AMRO Open – georganiseerd, dat werd gewonnen door Tom Okker.

### Uitbreidingen
In 1980 werd een uitbreiding met een tweetal hallen gerealiseerd. Om te kunnen voldoen aan de stijgende vraag van de gebruikers werd in 1988 besloten om het complex te renoveren. Er werd hierbij veel aandacht besteed aan het up-to-date brengen van de werktuigbouwkundige en elektrotechnische installaties. Ook werd de inmiddels weinig gebruikte wielerbaan uit het Sportpaleis weggebroken om meer capaciteit te bieden voor bijvoorbeeld concerten.
Op 26 augustus 1996 werd de eerste paal geslagen voor het nieuwe kantorencomplex. In het jaar dat volgde werd Ahoy uitgebreid met een zesde evenementenhal en een ontvangsthal. Grenzend aan deze multifunctionele ruimte werden de kantoren, horecagelegenheden en kleinere congres- en vergaderruimten gerealiseerd. Ook werd de entree van het Sportpaleis aangepast naar de huidige situatie waardoor de directe brugverbinding met het metrostation en het winkelcentrum verloren ging. De brug werd deels verwijderd waardoor deze nu eindigde bij een trap die uitkwam op het plein voor de ontvangsthal. Op 3 maart 2017 werd begonnen met het afbreken van het laatste deel, nadat de brug onveilig was geworden doordat er een vrachtwagen eerder die week tegen een van de liggers van de brug gereden was.
In 1997 was Ahoy voor de eerste keer gastheer van de MTV Europe Music Awards. De jaarlijkse prijsuitreiking keerde in 2016 nog eens terug. Sinds 1999 wordt Ahoy jaarlijks omgebouwd tot De Grootste Kroeg van Nederland, zoals de organisatoren van het jaarlijkse De Vrienden van Amstel LIVE! Ahoy graag typeren. Gedurende de jaren '10 groeide het evenement uit tot een van de grootste indoor-evenementen van Nederland, met meer dan 100.000 bezoekers per editie. De concertreeks van 2023 zette een nieuw record neer, van meeste shows in een editie; twintig. Daarvoor was het record in handen van Frans Bauer met achttien shows.
Tot 2007 werd de naam van het complex geschreven als Ahoy' Rotterdam. De apostrof is nadien verdwenen.
Tussen de zomer van 2009 en eind 2010 werd het Sportpaleis grondig gemoderniseerd. Op 9 oktober 2009 werd de eerste paal de grond in geslagen. Zo werd de bezoekerscapaciteit vergroot en kreeg de beleving van de bezoeker bijzondere aandacht. Het gebouwvolume werd zo veel mogelijk intact gelaten; alleen daar waar nodig was er een uitbreiding voorzien. De productietechnische eigenschappen van het gebouw werden opgewaardeerd om onder meer aan de eisen van internationale artiesten te blijven voldoen; gebouweigenaar Ontwikkelingsbedrijf Rotterdam greep de noodzakelijke renovatie aan om het Sportpaleis zo te verbouwen dat de accommodatie bij de beste van Europa zou blijven behoren. Sinds 2012 kent Ahoy stevige concurrentie van de Ziggo Dome, waardoor internationale artiesten steeds vaker voor de nieuwere accommodatie in Amsterdam kiezen.

#### Hart van Zuid

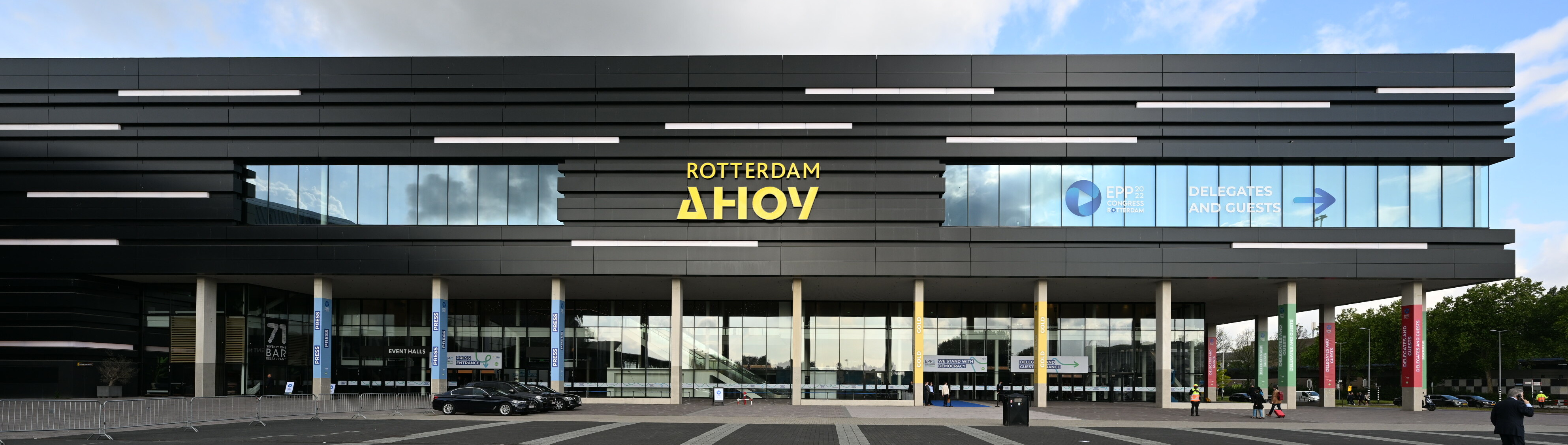
Uitbreiding van Ahoy in 2022

Als onderdeel van de gebiedsontwikkeling Hart van Zuid werd in 2018 de eerste paal geslagen van de nieuwste uitbreiding van Ahoy. Het complex werd uitgebreid met een internationaal congrescentrum en een multifunctionele concertzaal die in het najaar van 2020 werden opgeleverd. Na de oplevering werd het complex in april 2021 nog voorzien van 5.200 zonnepanelen, goed voor een jaarlijkse productie van 1.755 MWh. Hiermee kan het complex 195 dagen per jaar grote evenementen voorzien van duurzame energie.
Een langgekoesterde wens van Ahoy ging in 2022 in vervulling, toen werd begonnen met de bouw van een hotel op steenworp afstand van Ahoy. Deze werd in het daaropvolgende jaar geopend. In 2023 werd er begonnen met de bouw van een nieuwe parkeergarage op het oude parkeerterrein P3 van Ahoy. In de nieuwe parkeergarage, die in december 2024 werd opgeleverd, is plaats voor 628 auto's. Grenzend aan het voorplein van Ahoy zal vanaf 2025 ook nog een nieuwe Pathé-bioscoop worden gerealiseerd.

## Gebruik Ahoy

### Congressen
Ahoy functioneert als evenementenlocatie voor tentoonstellingen, congressen, vergaderingen en seminars. Voor deze evenementen worden met name de zes hallen en het in 2020 opgeleverde internationale congrescentrum. Er zijn zowel exposities voor zakelijk geïnteresseerden als evenementen voor consumenten. Een van de hallen kan sinds 2006 tevens omgevormd worden tot een theater.

### Evenementen
Jaarlijks worden vele sportevenementen georganiseerd in Ahoy. Hier worden zowel de evenementenhallen als de Arena, voorheen Sportpaleis, voor gebruikt. Terugkerende sportevenementen zijn onder andere de WielerZesdaagse van Rotterdam (december), ABN AMRO Open (februari) en de Premier League Darts (maart/april).
Naast sport wordt deze arena gebruikt voor het organiseren van concerten en andere grote muzikale evenementen. Meerdere van Ahoy's kenmerkende evenementen hebben anno 2025 al veertig edities gehad. Zo werd in 2010 het veertigste Kerstcircus Ahoy georganiseerd en beleefde het World Tennis Tournament haar veertigste editie in 2013. Ook het North Sea Jazz Festival organiseerde haar veertigste editie in Ahoy.
In 2007 werd op 8 december het Junior Eurovisiesongfestival in Rotterdam Ahoy gehouden. In 2020 zou het Eurovisiesongfestival er plaatsvinden, maar het festival werd afgelast vanwege de coronapandemie. Een jaar later vond het Eurovisiesongfestival alsnog plaats en was het de grootste productie ooit in Ahoy.
Vele nationale en internationale artiesten hebben opgetreden in Ahoy. Zo waren er onder andere optredens van André Hazes, André Hazes jr., BLØF, Danny Vera, Diana Ross, DI-RECT, Eros Ramazotti, Flemming, Frank Zappa, K3, Kendrick Lamar, Led Zeppelin, Lee Towers, Mart Hoogkamer, Paul de Leeuw, Paul McCartney, Prince, Queen, René Froger, Shania Twain, Taylor Swift, Tina Turner, U2, UB40 en Waylon. Het record is in handen van Frans Bauer, hij stond 53 keer in Ahoy met een eigen show.

### Selectie lijst jaarlijks terugkerende evenementen
- WielerZesdaagse van Rotterdam - een wielren-evenement (december/januari).
- De Vrienden van Amstel LIVE! - een concert met groot aantal artiesten (januari).
- ABN AMRO Open - een tennistoernooi (februari).
- Premier League Darts - een jaarlijkse dartscompetitie van de PDC (maart/april).
- Nacht van Oranje - een muziekevenement tijdens koningsnacht (april).
- North Sea Jazz Festival - een driedaags muziekfestival (sinds 2006). Vond voorheen plaats in het Haagse World Forum (juli).
- Jeugdvakantieland - een evenement voor kinderen (juli/augustus). Voorheen Jeugdland, Kids Adventure en Kdz! Adventure.
- Night of the Proms - een concert waar klassieke- en popmuziek gecombineerd worden (november).
- Het Feest van Sinterklaas - was een grote kindershow rond de verjaardag van Sinterklaas (november).
- Kerstcircus - het grootste overdekte circusevenement in Europa (december). Laatste editie vond plaats in 2023.[14]
- Boekenfestijn - een vierdaagse boekenbeurs(tot 2019).
- Opening Ceremony Eurekaweek - de officiële aftrap van de universitaire introductieweek van de Erasmus Universiteit Rotterdam.
- Nationale Taptoe - sinds 2006. Vond voorheen plaats in Breda.
- Pasar Malam Istimewa XL - Evenement waarbij Indonesië centraal staat met onder andere vele marktkramen, eetstands, en optredens van artiesten.

- Jeugdland in 1973

### Lijst van sportevenementen
- Zesdaagse van Rotterdam (1968-heden)
- Europese kampioenschappen indooratletiek 1973
- Wereldkampioenschap ijshockey 1973
- ATP-toernooi van Rotterdam (1974-heden)
- Wereldkampioenschappen turnen 1987
- Wereldkampioenschap zaalvoetbal 1989
- Wereldkampioenschappen judo 2009
- Wereldkampioenschappen turnen 2010
- Wereldkampioenschappen tafeltennis 2011
- Wereldkampioenschappen BMX 2014
- Wereldkampioenschappen BMX 2014
- Europees kampioenschap volleybal vrouwen 2015
- Wereldkampioenschappen shorttrack 2017
- Europees kampioenschap volleybal mannen 2019
- Wereldkampioenschap volleybal vrouwen 2022
- Wereldkampioenschappen shorttrack 2024

## Trivia
- Het oude gebouw op de hoek van de Zuiderparkweg en Ahoyweg is een voormalig pompgebouw uit 1951.[15]